# Etologia
Em zoologia, etologia (do grego: ἦθος ethos, "hábito" ou "costumeiro" e -λογία -logia, "estudo") é a especialidade da biologia que estuda o comportamento animal. Está ligada aos nomes de Konrad Lorenz e Niko Tinbergen, influenciada pela teoria da evolução, tendo como uma de suas preocupações básicas a evolução do comportamento através do processo de seleção natural. Segundo Darwin, cada espécie é dotada de seu próprio repertório peculiar de padrões de comportamento, da mesma forma que é dotada de suas próprias peculiaridades anatômicas. Os etólogos estudam esses padrões de comportamento específicos das espécies, fazendo-o preferencialmente no ambiente natural, uma vez que acreditam que detalhes importantes do comportamento só podem ser observados durante o contato estreito e continuado com espécies particulares que se encontram livres no seu ambiente. A etologia tornou-se uma importante ciência interdisciplinar que procura mais ou menos interligar a fisiologia, a ecologia e a psicologia.

## Desenvolvimento da disciplina

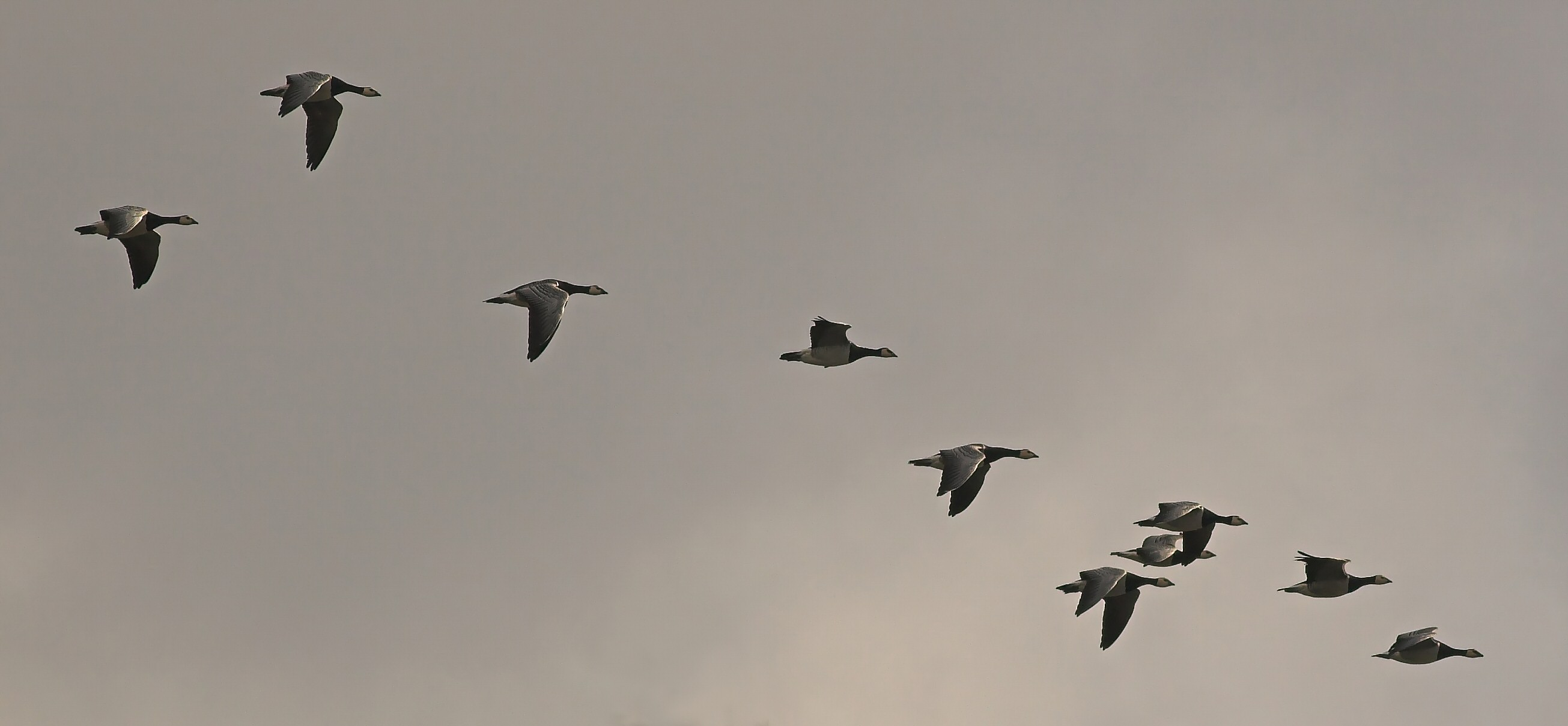
Gansos-de-faces-brancas em migração sazonal.

A etologia, enquanto abordagem do estudo comparado do comportamento que se caracteriza por um enfoque biológico e, portanto, como área do trabalho científico, utiliza modelos e conceitos teóricos para a interpretação dos fenômenos que caracterizam seu objeto enquanto disciplina científica.
Segundo Odum, o comportamento é um importante componente da compensação dos fatores (limitantes e reguladores) ambientais e do desenvolvimento ecotípico. Os organismos regulam os respectivos ambientes internos e microambientes externos por meios quer da conduta que fisiológicos. Essa adaptação caracteriza o nicho ecológico de cada espécie, que corresponde não só ao lugar onde vive (habitat) mas também aquilo que faz (como transforma a energia, se comporta, responde ao seu ambiente físico e biótico e o modifica) e da forma como é constrangido por outras espécies.
Ainda segundo esse autor, por analogia, pode-se dizer que o habitat é a "morada" do organismo e que o nicho é a sua "profissão", biologicamente falando. O nicho portanto não equivale apenas ao espaço físico ocupado pelo organismo, mas também seu papel funcional na comunidade (como por exemplo sua posição trófica) e sua posição nos gradientes ambientais de temperatura, humidade, pH do solo e outras condições de existência. Estes três aspectos podem ser convenientemente designados como nicho espacial ou de habitat, nicho trófico e nicho multidimensional ou de hipervolume.
Um dos problemas encontrados para o desenvolvimento dessa disciplina enquanto uma subdivisão da ecologia ou biologia é a aplicação às especificidades do comportamento humano.

## Questões de método
Os etólogos caracterizam-se por uma posição metodológica que gira em torno das quatro questões de Nikolaas Tinbergen (1907-1988). Este, em 1963, propôs que em primeiro lugar deve-se observar e descrever o comportamento, caracterizando o repertório comportamental ou etograma; posteriormente, uma análise completa do comportamento deve ser feita com bases nas análises causal, ontogenética, filogenética e funcional.
- A análise causal é feita através do estabelecimento de uma relação entre um determinado comportamento com uma condição antecedente, sendo estudados os estímulos externos responsáveis pelo comportamento e os mecanismos motivacionais internos;
- A análise ontogenética envolve uma relação do comportamento com o tempo, estando o interesse voltado para o processo de diferenciação e de integração dos padrões comportamentais no curso do desenvolvimento de um indivíduo jovem;
- A análise filogenética, por sua vez, estuda a história do comportamento no curso da evolução da espécie;
- Por último, a análise funcional estabelece uma relação entre um determinado comportamento e mudanças que ocorrem no ambiente circundante ou dentro do próprio indivíduo.

Pensa-se em que vantagens seletivas um dado comportamento confere a um animal, como pode afetar as chances de sobrevivência e reprodução de um animal, fornecendo assim material para a seleção natural. A peculiaridade da metodologia etológica é a preocupação com questões de função, adaptação e filogênese, que mesmo quando não são o foco principal de estudo se refletem na maneira como é conduzida a análise de questões causais ou ontogenéticas.

## Etologia humana
A etologia tem contribuído para a recuperação da noção de humano como um ser biopsicossocial, abandonando a concepção insular do ser humano que dominou as ciências humanas (inclusive algumas áreas da psicologia) na primeira metade do século XX, que destaca o ser humano da natureza e coloca-o em posição de oposição a esta. A concepção etológica do ser humano é a de um ser biologicamente cultural e social, cuja psicologia se volta para a vida sociocultural, para qual a evolução criou preparações biopsicológicas específicas.
Hinde defende que os procedimentos de observação, descrição, experimentação e análise desenvolvidos para o estudo do comportamento animal podem ser utilizados no estudo do comportamento humano, com grande sucesso. Segundo Bowlby (1982), a abordagem científica do comportamento ou etológica pode fornecer o repertório de conceitos e fatos necessários para explorar e integrar dados e descobertas proporcionados por outras abordagens, como a psicanálise, a teoria da aprendizagem de Piaget e o que vem sendo denominado como neuroetologia no estudo comparativo e correlacional entre as distintas formas de sistema nervoso e suas funções e/ou comportamentos. O processo de elaboração de etogramas ou repertórios comportamentais é também um importante passo para o conjunto de técnicas behavioristas de modificação do comportamento.

### Contribuições "práticas" para a Psicologia

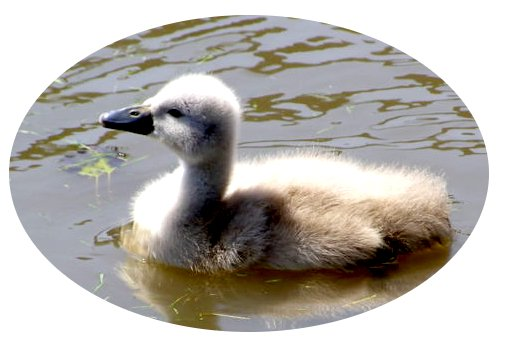
A estampagem interespecífica entre cisnes e patos é conhecida por todos graças ao conto de fadas O patinho feio de Hans Christian Andersen

Apesar da complexidade do comportamento humano, bem como das dificuldades ocasionadas pelas múltiplas formas de abordagem sobretudo em psicologia as contribuições da etologia tem sido incorporadas por distintas linhas teóricas como vimos acima. Conceitos como estímulo-sinal, estímulo supranormal, estampagem e período sensível têm sido de grande importância no estudo da infância, possibilitado o aperfeiçoamento da elaboração de escalas de desenvolvimento normativas. Além do que, o conhecimento pormenorizado da história natural do comportamento, ou descrição do repertório comportamental, que caracteriza os estudos etológicos para confecção de etogramas, constituem-se, como ponto de partida legítimo para qualquer estudo experimental de estimulação e/ou modificação de comportamento.
Esse tipo de contribuição refere-se à possibilidade de utilização de resultados obtidos em estudos de comportamento animal para a complementação, confirmação e/ou aprofundamento de conhecimentos sobre, o "clássico" tema, do homem e seus instintos. Essa contribuição é especialmente útil em problemas nos quais a experimentação com humanos é impossível ou inconveniente, como os estudos de isolamento social em primatas não-humanos. Embora não se possam transpor resultados diretamente, dada a importância das diferenças interespecíficas, estes estudos enriquecem a compreensão sobre os seres humanos quando comparados com sujeitos em situações menos controladas, como estudos clínicos e observacionais. Entre os estudos mais relevantes até hoje apresentados estão os do fenômeno da cunhagem ou imprinting, descoberto inicialmente no comportamento das aves, mas atualmente já identificado em primatas.

## Etologia aplicada
A etologia aplicada é o ramo da etologia que estuda o comportamento animal em cativeiro. Ela pode contribuir para o desenvolvimento de ambientes e técnicas de manejo que aumentem o nível de bem-estar de animais mantidos em zoológicos, laboratórios de pesquisa científica e em fazendas de criação, onde pode ainda contribuir para o aumento da produção.